# Luigi Boccardo
Luigi Boccardo (Moncalieri, 9 agosto 1861 – Torino, 9 giugno 1936) è stato un presbitero italiano, fondatore delle Suore di Gesù Re, ramo contemplativo composto da religiose cieche della congregazione delle Povere Figlie di San Gaetano, fondate dal fratello Giovanni Maria. È stato beatificato il 14 aprile 2007 da papa Benedetto XVI.

## Biografia
Nacque il 9 agosto 1861 a Moncalieri, settimo dei nove figli di Gaspare Boccardo e Giuseppina Malerba. Studiò presso i Barnabiti, dove aveva studiato anche il fratello primogenito Giovanni Ottavio, in seguito divenuto beato. Luigi pensò di diventare sacerdote, spinto anche dall'esempio di sua sorella Giacinta, entrata in un convento di clausura nel 1874. Fu Giovanni a convincerne i genitori, prima restii, assumendosi l'onere economico degli studi seminaristici di Luigi, che entrò nel seminario arcivescovile di Torino nel 1875. Rischiò però di morire a causa del tifo, gli fu data da bere dell'acqua di Lourdes e, una volta guarito, si consacrò alla Vergine Maria. 
In seminario ebbe come direttore spirituale il futuro beato Giuseppe Allamano. Fu ordinato sacerdote il 7 giugno 1884. Prestò servizio per trent'anni presso il Convitto Ecclesiastico di Nostra Signora del Buon Consiglio di Torino. Il 9 gennaio 1914 fu nominato Superiore Generale della Congregazione delle Suore Povere, il 12 giugno 1928 si stabilì presso l'Istituto dei Ciechi di Torino, di cui era diventato direttore spirituale. Promosse la costruzione del Santuario di Cristo Re, consacrato il 24 ottobre 1931, e nel 1932, per sua iniziativa, nacquero le "Sorelle di Cristo Re", ramo contemplativo delle Povere figlie di San Gaetano. Le 1027 lettere da lui scritte a laici, sacerdoti e religiosi furono raccolte in sette volumi. Morì il 9 giugno 1936.